# Walter Faith
Walter Faith (* 14. April 1921 in Frankfurt am Main; † 3. August 1984 in Lenggries) war ein deutscher Pianist und Komponist.

## Leben
Faith verbrachte seine Schulzeit in Frankfurt am Main und schloss diese 1939 mit dem Abitur ab. Von 1940 bis 1945 wurde Walter Faith zum Militärdienst in der Wehrmacht eingezogen. Als Musiker war Walter Faith Autodidakt. Nach Ende des Zweiten Weltkrieges arbeitete er zunächst als Violinist im Frankfurter Rundfunk-Symphonie-Orchester und im Frankfurter Opern-Orchester. Ab Herbst 1946 war Walter Faith dann als Pianist und Kapellmeister beim Bayerischen Rundfunk angestellt.
Als Komponist wurden Werke Walter Faiths bei den Darmstädter Ferienkursen für Neue Musik in den Jahren 1949 und 1950 uraufgeführt.

## Kompositionen (Auswahl)
- Musik für Bläser, Klavier und Schlagzeug op.18 (UA bei den Darmstädter Ferienkursen 1949)
- Concertino für Klavier und Orchester op.19 (1949, UA am 4. April 1951 mit Bernhard Böttner (Klavier) und den Münchner Philharmonikern)
- Sinfonietta in einem Satz (UA bei den Darmstädter Ferienkursen 1950 unter Hermann Scherchen)
- Sinfonie in C op.16
- Nocturnes für Altstimme, 2 Bratschen und 2 Celli op.10 (1943)